# .cf
.cf је највиши Интернет домен државних кодова (ccTLD) за Централноафричку Републику. Администриран је од стране Централноафричког друштва за телекомуникације.